# Mina Tannenbaum
Pour les articles homonymes, voir Tannenbaum.
Pour plus de détails, voir Fiche technique et Distribution.
Mina Tannenbaum est un film franco-belgo-néerlandais réalisé par Martine Dugowson, sorti en 1994.

## Synopsis
Deux filles naissent, le 15 avril 1958, dans le même hôpital, de parents juifs. Mina est myope et porte des lunettes dès l'âge de cinq ans. Ethel sera grosse jusqu'à la fin de son adolescence et sa mère lui interdit d'épouser un goy. Lorsqu’elles sont âgées de dix ans, timides et complexées, les deux filles se rencontrent sur un banc à Montmartre. Elles deviennent amies. À seize ans, elles sont toujours sur ce banc à parler de la vie, des gens et de l'amour. À trente ans, elles n'en peuvent plus de se ressembler et de parler de leur vie...
Une histoire d'amitié en trois tableaux : l'enfance où elles veulent qu'on les aime, l'adolescence où elles veulent aimer, l'âge adulte où il vaut mieux qu'on les aime. 
Ce film est non seulement une histoire d'amitié et du passage de l'enfance à l'adolescence puis à celui d'adulte mais surtout en filigrane l'histoire d'une génération d'enfants de juifs ayant vécu l'horreur des camps et qui demeurent silencieux sur cet évènement. En fait personne ne veut en entendre parler et ce silence a des répercussions sur cette génération voulant vivre libre du poids du passé.

## Fiche technique
- Titre : Mina Tannenbaum
- Réalisation : Martine Dugowson
- Scénario : Martine Dugowson
- Pays d'origine :  Pays-Bas /  France /  Belgique
- Genre : drame
- Durée : 124 minutes

## Distribution
- Romane Bohringer : Mina Tannenbaum
- Elsa Zylberstein : Ethel Benegui
- Florence Thomassin : La cousine
- Jean-Philippe Écoffey : Jacques Dana
- Éric Defosse : Serge
- Nils Tavernier : François
- Stéphane Slima : Didier
- Chantal Krief : Delsy
- Jany Gastaldi : Gisele
- Dumitru Furdui : Henri
- Harry Cleven : Gerard
- Hugues Quester : Choumachere
- Alexandre Von Sivers : Devas
- Artus de Penguern : Naschich
- Toni Cecchinato : Le gitan

## Lieux de tournage
Le film fut tourné à Paris, notamment dans le quartier de Montmartre.
C'est au bout de la rue Armand-Gauthier, face au n°6, que fut installé le banc sur lequel Mina et Ethel papotent et se remémorent leurs souvenirs.
Le cours de dessin de Mina se situe au 15 rue Malebranche, près du jardin du Luxembourg et du Panthéon.